# بوي هايج
بوي هايج (بالهولندية: Boy Hayje)‏ مواليد 3 مايو 1949 في أمستردام، هو سائق فورملا 1 هولندي بدأ مسيرته الاحترافية سنة 1976. كان أول سباق له هو جائزة هولندا الكبرى 1976. خاض خلال مسيرته 7 سباقات.

## سباقات شارك فيها
- لو مان 24 ساعة
- بطولة العالم للسيارات الرياضية